# قره‌قوئین
قره‌قوئین (به قزاقی: Karakoin) یک دریاچه در قزاقستان است.